# Aldovera
Aldovera es un despoblado español de la provincia de Guadalajara, perteneciente a la comunidad autónoma de Castilla-La Mancha.

## Historia
Hacia mediados del siglo XIX, el lugar ya estaba despoblado y lo compartían las villas de Albalate de Zorita e Illana. Aparece descrito en el primer volumen del Diccionario geográfico-estadístico-histórico de España y sus posesiones de Ultramar de Pascual Madoz con las siguientes palabras:

ALDOVERA: desp. de la prov. de Guadalajara (9 leg.), part. jud. de Pastrana (5) y jurisd. de las v. de Albalate de Zorita é Illana que la ejercen preventivamente: sit. á 1/2 leg. al S. de la 1.ª y 1/8 al N. de la 2.ª, existen tan solo algunos vestigios; parte de la igl. y unas cuevas ó subterráneos entre los cuales llama la atencion el titulado La pena de los barches, en la cual hay formada una habitacion con dos ó tres departamentos con sus ventanas ó troneras, que todo debió ser hecho á pico: su entrada aparece á 4 varas de altura, y se cree obra de los sarracenos: tiene térm. propio y confina po rN. con el de Albalate; E. con el monte de la Bujeda, propio de Almonacid: S. y O. con el de Illana; en una estension de N. á S. de 1 1/2 leg. leg. y de E. á O. 5/4: comprende 8,500 fan. de tierra, dos montes llamados el uno de la Corta y el otro Vadillo de Vallejo, mateados de roble, encina y marañas que sirven para carbon y pastos: le riega un arroyo de agua salobre que nace á 1/4 leg. en donde habia una ermita titulada de S Isidro, pasa junto al sitio en que se hallaba la pobl. y se aprovecha tan solo en el riego de algunos pequeños huertos que suelen poner los vec. de Illana, como mas próximos: el terreno es quebrado de monte y cerros que forman cord., y son brazos salientes de las sierras de Buendia y Altomira: se cultiva la mitad de su cabida y son 540 fan. de 1.ª clase, 1,320 de 2.ª y las restantes de 3.ª: prod.: trigo, cebada, avena y muy pocas legumbres. Este pueblo no bajaria de 150 á 200 vec.; correspondió á la órden de Calatrava, y encomienda de Zorita; y habiendo concedido poderes el Sr. D. Felipe II en Bruselas á 11 de mayo de 1556, á su hermana Doña Juana, Infanta de Castilla, princesa de Portugal y gobernadora del reino por la ausencia del Rey, le vendió esta señora á las mismas v. de mancomun en cantidad de 4,000 ducados de oro, que componian 1.500,000 mrs., por escritura otorgada en Valladolid en 12 de octubre de 1557; habiendo precedido para este acto el consentimiento del comendador de la órden Fr. D. Alonso Angulo, dado en Almonocid de Zorita á 28 de febrero del mismo año.
(Madoz, 1845, p. 518)